# Il tetto
Il tetto is een Italiaanse dramafilm uit 1956 onder regie van Vittorio De Sica.

## Verhaal
Woningnood dwingt een jong stel tot inwonen bij de schoonouders. Intimiteit krijgt daardoor weinig kans. De geboorte van een eerste kind voert de spanning op, waardoor de man stiekem een eigen huis gaat bouwen. Als het dak er eenmaal op staat, mag de politie niet meer sanctioneren. Zo wordt de bouw een wedloop tegen de tijd.

## Rolverdeling
| Acteur             | Personage         |
| ------------------ | ----------------- |
| Gabriella Pallotta | Luisa Pilon       |
| Giorgio Listuzzi   | Natale Pilon      |
| Gastone Renzelli   | Cesare            |
| Maria Di Rollo     | Gina              |
| Maria Di Fiori     | Giovanna          |
| Emilia Maritini    | Moeder van Luisa  |
| Angelo Bigioni     | Luigi             |
| Angelo Visentin    | Antonio Pilon     |
| Maria Sittoro      | Moeder van Natale |
| Luisa Alessandri   | Signora Baj       |
| Giuseppe Martini   | Vader van Luisa   |